# Soufre (minéral)
Pour les articles homonymes, voir Soufre (homonymie).
Le soufre ou soufre natif est un minéral naturel non-métallique, un corps chimique simple composé de soufre et de formule chimique  S8 qui appartient à la catégorie minérale des éléments natifs. C’est une espèce minérale rare dans la nature, agréée par l’Association internationale de minéralogie sous le nom anglais ou latin équivalent de sulphur, souvent écrit sulfur en anglais américain.

## Inventeur et étymologie
Connu depuis la plus haute Antiquité, sans inventeur ni topotype. (1270) Du latin sulphur (« soufre »). Ce mot proviendrait d’une racine indo-européenne suelf ou swel (« brûler sous forme de feu qui couve », ce que fait un morceau de soufre).

## Cristallographie
- Paramètres de la maille conventionnelle : a = 10,45 Å, b = 12,845 Å, c = 24,46 Å, Z = 16 ; V = 3 283,27 Å3.
- Densité calculée = 2,08.

## Cristallochimie
Le soufre (S-alpha) forme un trimorphe avec la garibaldite (S-bêta) et la rosickyite (en) (S-gamma) dont la localité type est Havirna, Letovice, Tchéquie.

## Gîtologie
- En environnements volcaniques, soit en dépôts directement issus de fumerolles sulfureuses, soit par oxydation partielle de l'hydrogène sulfuré des gaz de ces mêmes fumerolles (Solfatare, champs Phlégréens, golfe de Pouzzoles, ville métropolitaine de Naples, Campanie, Italie)[2].
- Le soufre minéral est surtout le résultat de l'activité bactérienne sur des sulfates. Les gisements les plus importants sont dans les couches sédimentaires d'évaporites avec halite, gypse et anhydrite. C’est le mode de gisement le plus exploité[3].
- De petites quantités de soufre proviennent de la décomposition de sulfures.

## Variété
Soufre-sélénifère : de formule (S,Se). Il s'agit d'une association entre soufre natif et sélénium natif.
Essentiellement représenté en Italie (Sicile et Toscane ; Miniera di Le Cetine di Cotorniano, Chiusdino, province de Sienne, Toscane, Italie).
- Synonyme : Soufre sélénien, volcanite (Haidinger)

## Gisements remarquables
En France
- Malvési, Les Geyssières, Narbonne, Aude, Languedoc-Roussillon. Ancienne mine de soufre[5].
- Lapanouse-de-Sévérac, Aveyron, Midi-Pyrénées[6].
- Mine Bel Air, La Chapelle-Largeau, Deux-Sèvres, Poitou-Charentes[7].

Dans le monde
- Mine de Floristella, Valguarnera, province d'Enna ; Cianciana, province d'Agrigente, Sicile, Italie[8].
- Volcan Krafla, Islande[9].

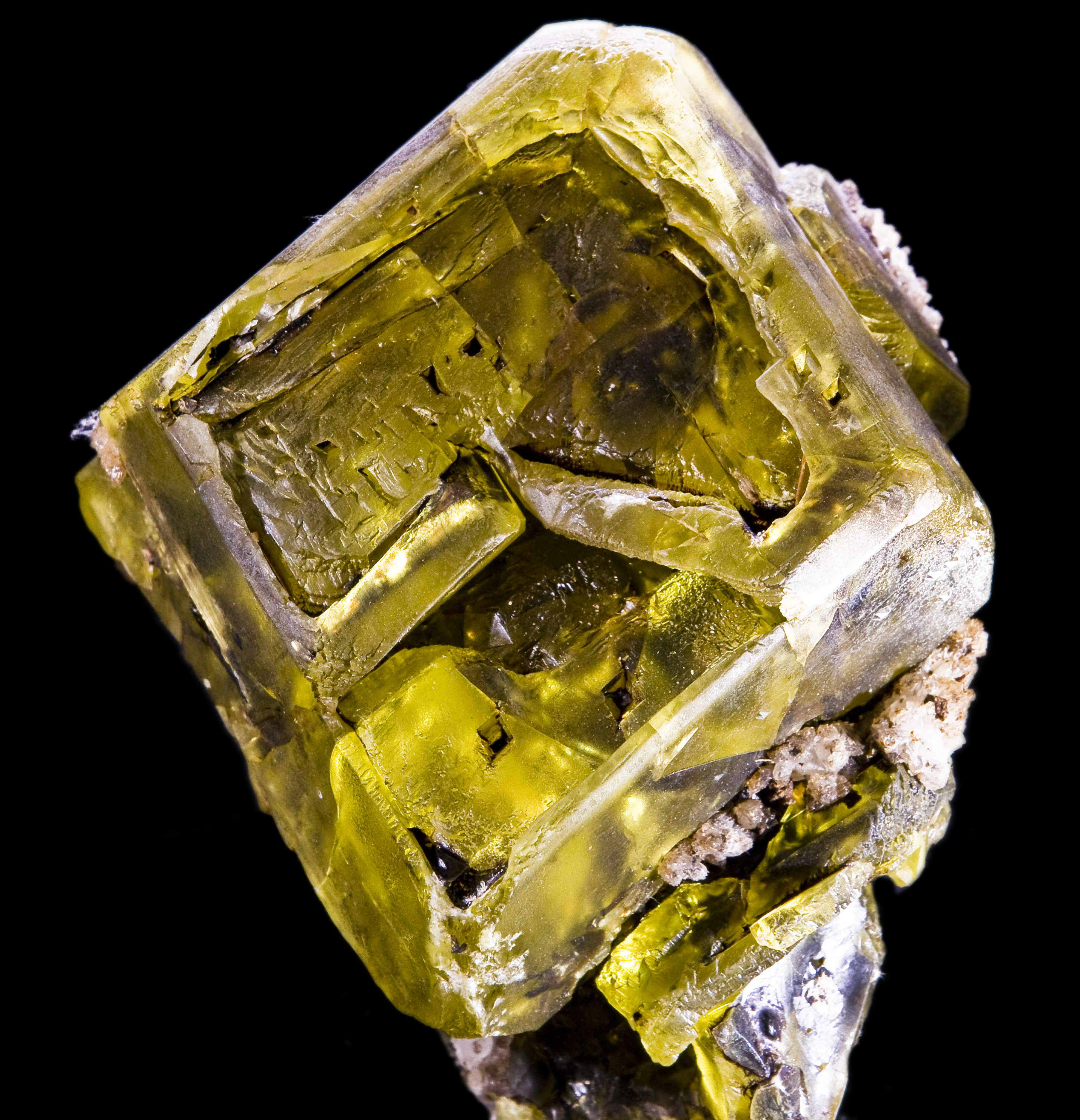
Soufre bitumineux - Cozzodisi, Sicile (8 × 6,5 × 5,8 cm).
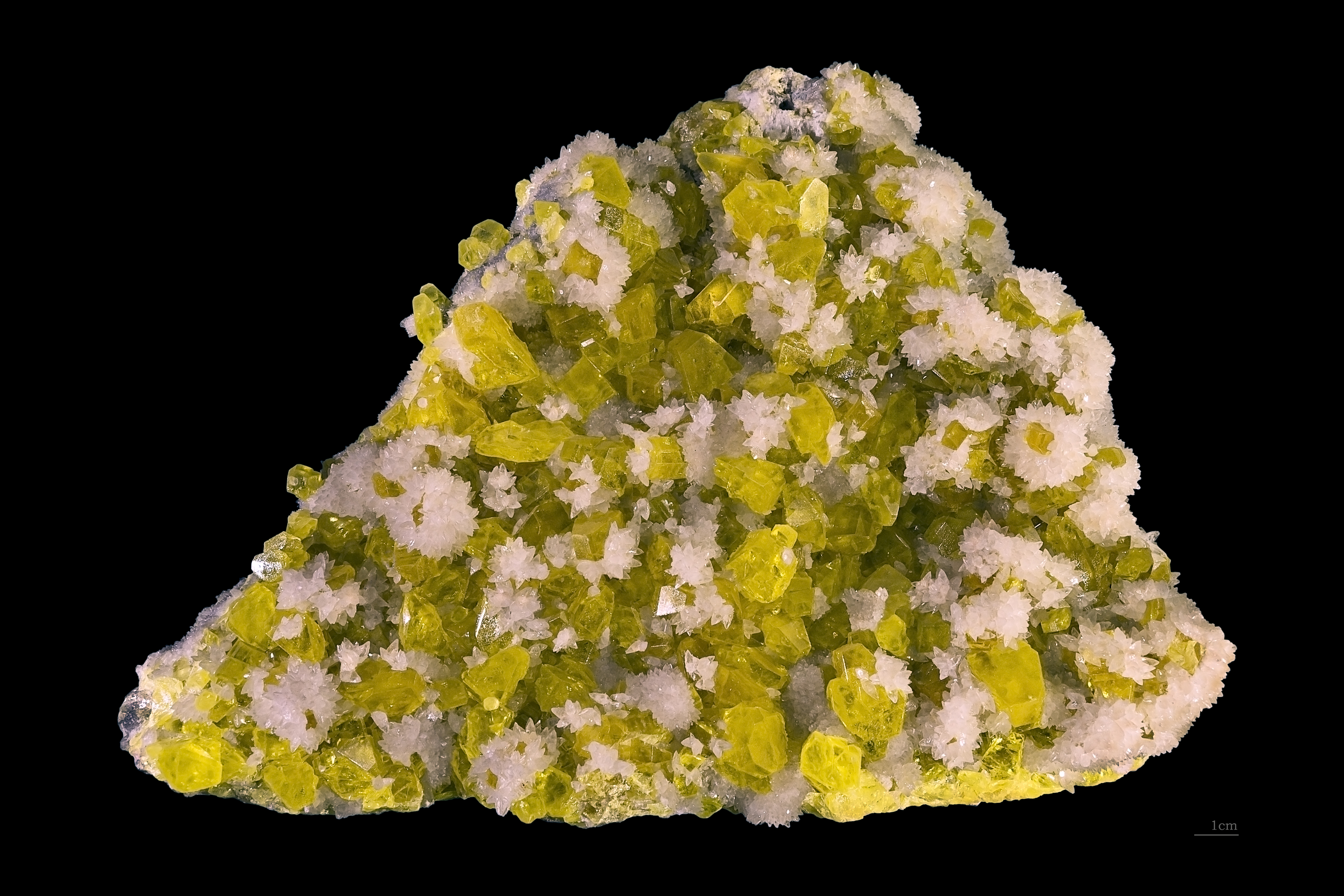
Soufre et aragonite - Cianciana, Sicile, Italie (22 × 18 cm).
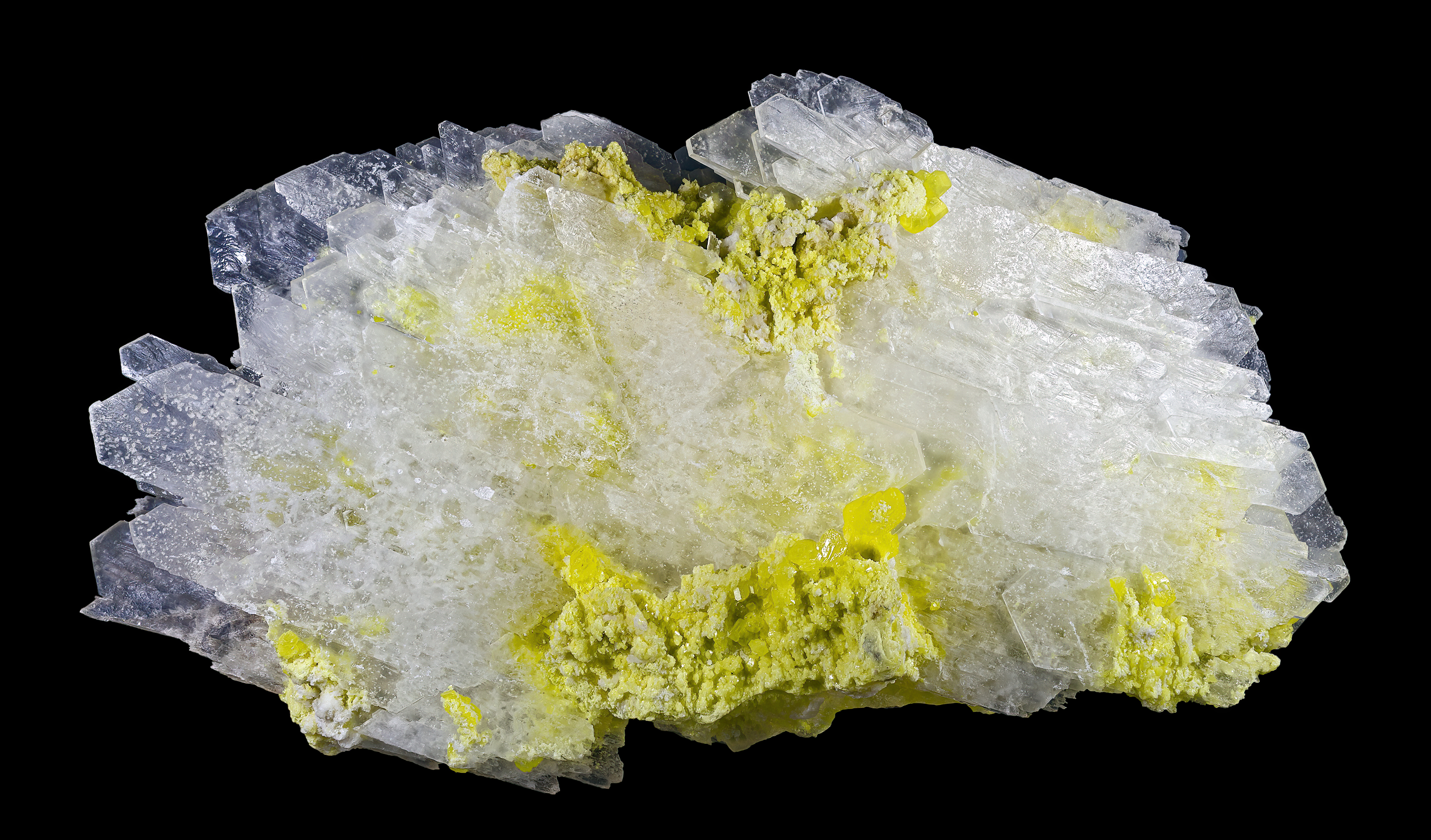
Gypse et soufre - formation du soufre par décomposition du gypse - Cianciana, Sicile (32 × 18 cm).
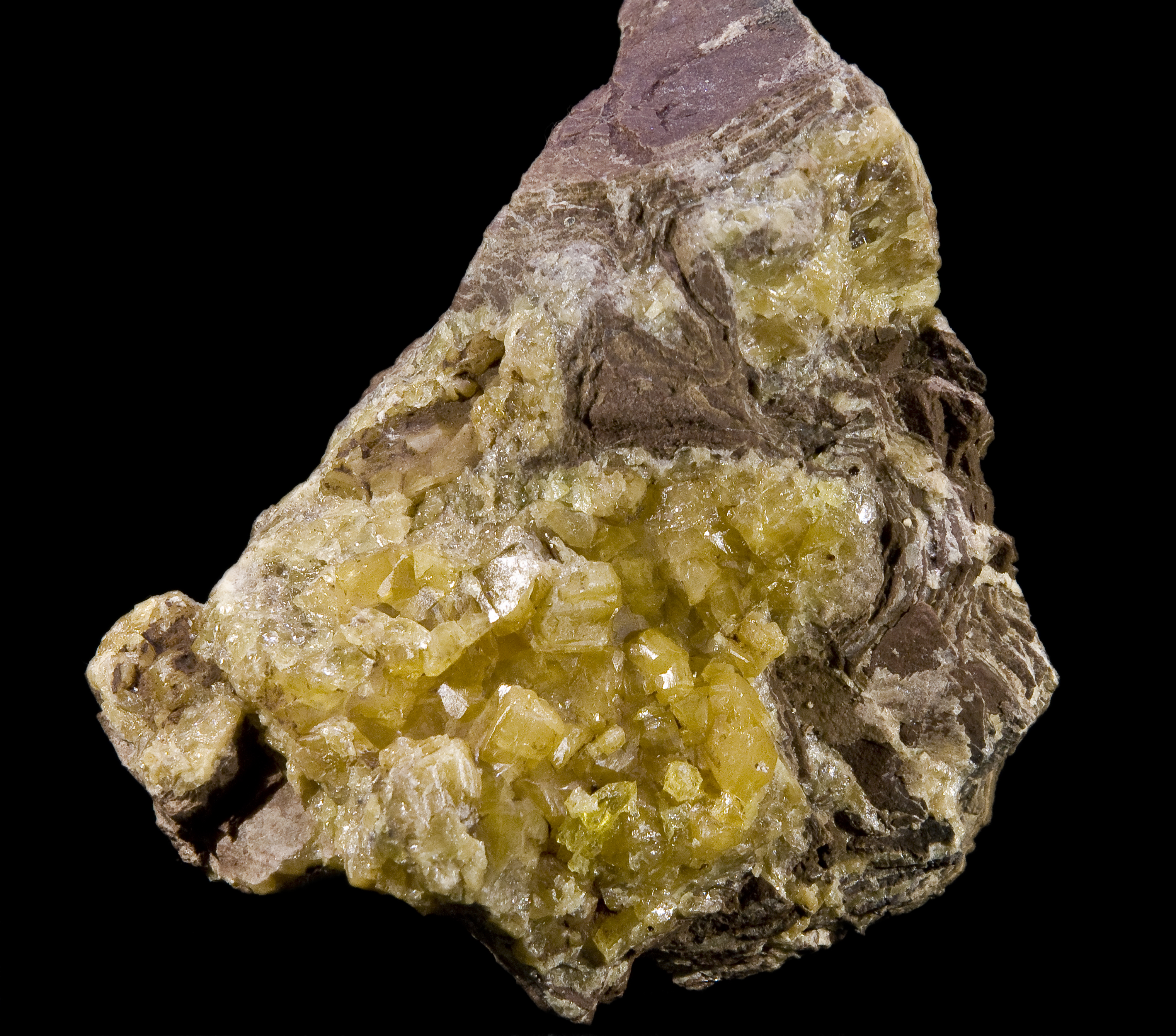
Soufre - Malvési, Aude, France (8 × 7 cm).
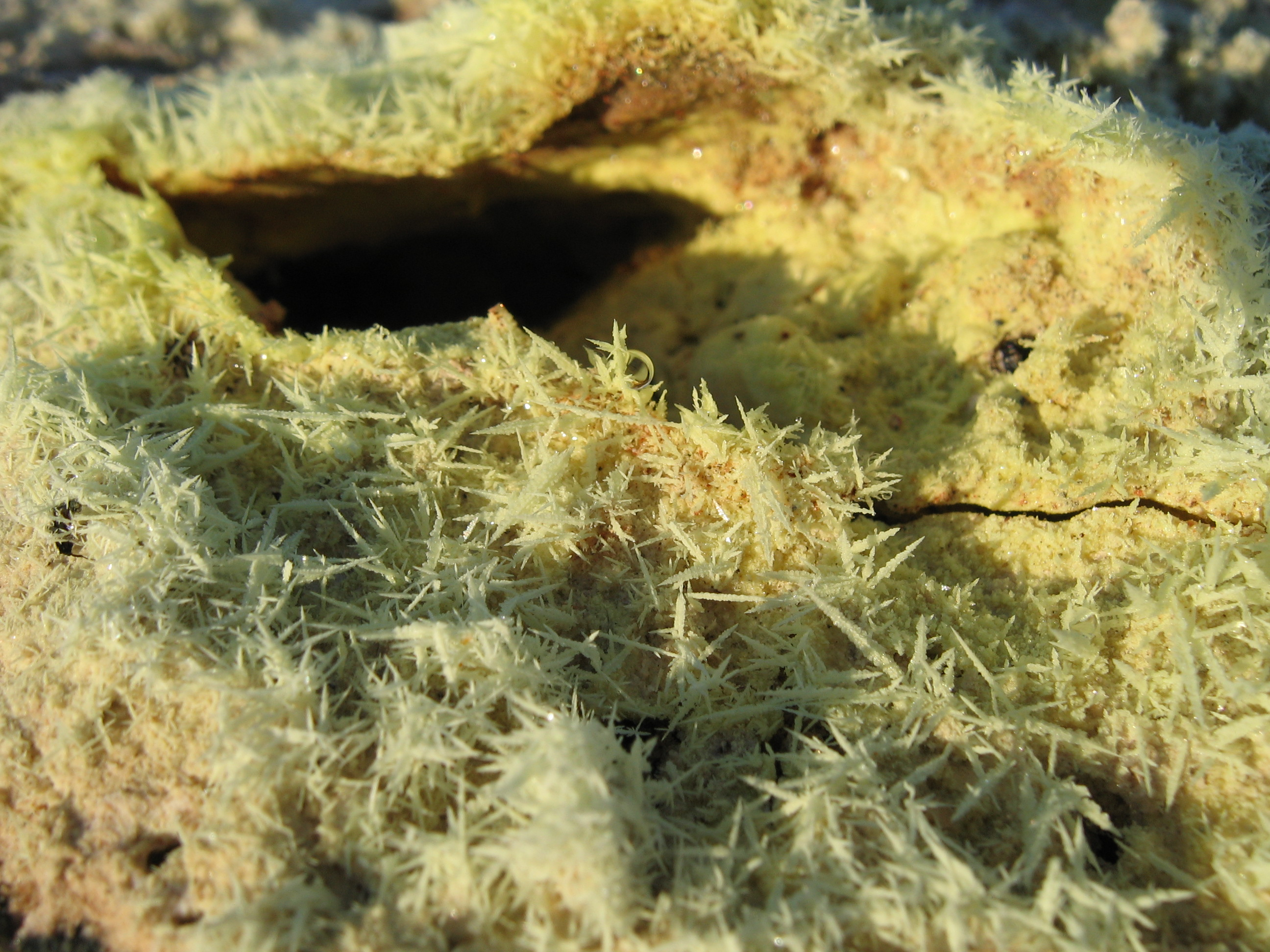
Soufre de fumerole (rosickyite) - Volcan Krafla, Islande.
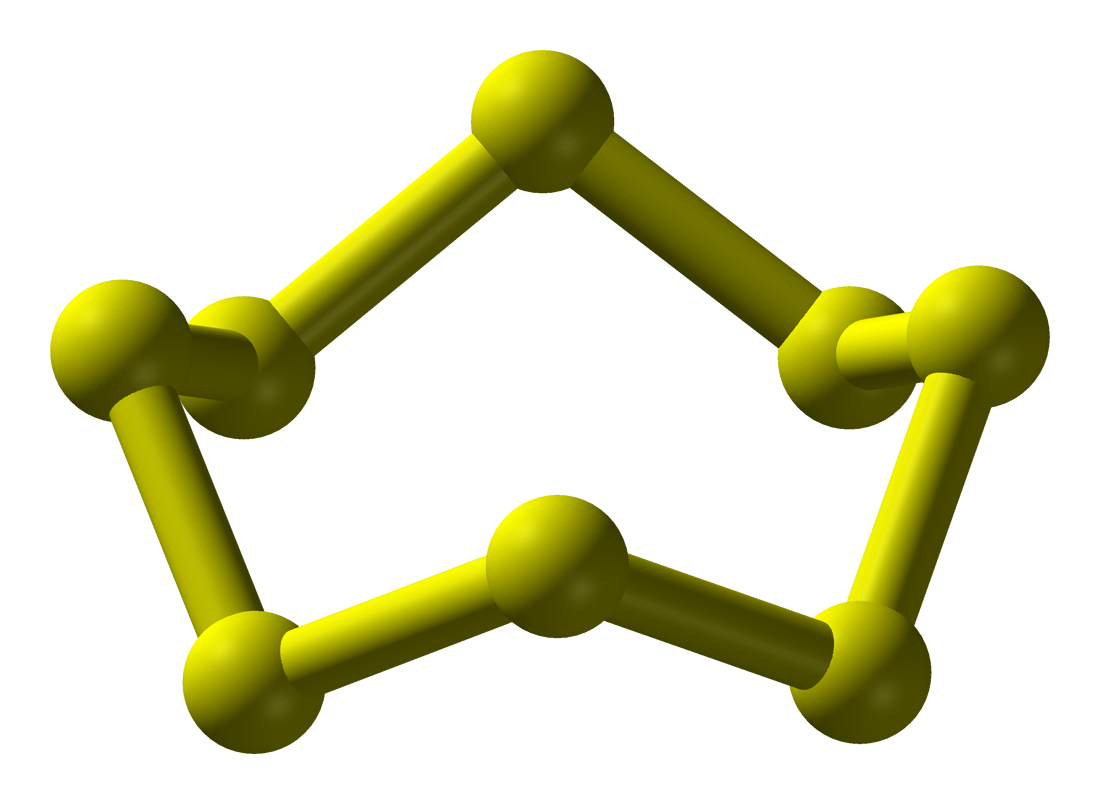
Molécule de cyclooctasoufre.